# Staffan Larsson (författare)
Axel Staffan Larsson, född 2 augusti 1927 i Gäddede, Frostvikens socken, död 8 oktober 1994 i Uppsala, var en svensk författare och litteraturkritiker.

## Biografi
Larsson växte upp i Stigsjö och var son till kyrkoherden Gustaf Evald Larsson och hustrun Ebba, född Lundström. Efter studentexamen vid Härnösands gymnasium 1945 studerade han vid Göteborgs universitet 1945–47 och därefter vid Uppsala universitet 1948–50. Han var litteraturkritiker i Svenska Dagbladet 1952–56, Stockholms-Tidningen 1957–66 och Upsala Nya Tidning 1970–93.
Han debuterade som poet med diktsamlingen Gallerrum (1948), och räknas till femtiotalets mest uppmärksammade poeter. Hans lyrik uppvisar ofta en dragning åt det romantiska och mystiska, bland annat i diktsamlingarna Grind i fåglar (1949), Sub rosa (1953) och Kardiogram (1955). Återkommande motiv är bland annat tro och tvivel, natur, kärlek och musik, i synnerhet Bach och Mozart. 
Larsson kom även att redigera och ge ut efterlämnade dikter av Birger Sjöberg i samlingarna Syntaxupproret (1955) och Fridas tredje bok (1956). Han var också verksam som psalmförfattare, och har bland annat översatt och bearbetat psalm 641, Hur mäktig är den sabbat, i Den svenska psalmboken 1986.

### Medverkande
- Birger Sjöberg, Syntaxupproret, red. (Stockholm: FIB:s Lyrikklubb, 1955)
- Birger Sjöberg, Fridas tredje bok: ett urval posthuma småstadsvisor om Frida och Naturen, om Döden och Universum, red. (Stockholm: FIB:s Lyrikklubb, 1956)
- Ung svensk prosa, red. (Fredensborg: Arena, 1960)
- Elis Elmgren, Över molnen: dagsvers, red. (Stockholm: Gummesson, 1964)
- Lars Lundkvist, Saxen i snön: dikter 1950–74, red. (Stockholm: PAN/Norstedt, 1976)

### Översättningar
- Tage Nissen, Erik och Leif i Argentina (Erik og Leif i Argentina) (Uppsala: Lindblad, 1960)

## Priser och utmärkelser
- 1951 – Stipendium ur Albert Bonniers stipendiefond för yngre och nyare författare
- 1951 – Svenska Dagbladets litteraturpris (delat med Per Anders Fogelström, Viveca Hollmerus och Willy Kyrklund)
- 1954 – Boklotteriets stipendiat
- 1954 – Sigtunastiftelsens författarstipendium
- 1956 – Boklotteriets stipendiat
- 1962 – Övralidspriset
- 1967 – Deverthska kulturstiftelsens stipendium
- 1987 – Sten Hagliden-priset